# Shalom Taiwán
 Shalom Taiwán es una película de Argentina filmada en colores dirigida por Walter Tejblum sobre su propio guion escrito en colaboración con Santiago Korovsky y Sergio Dubcovsky. Se estrenó el 29 de agosto de 2019 y tuvo como actores principales a  Fabián Rosenthal, Mercedes Funes,  Carlos Portaluppi y Santiago Korovsky.

## Sinopsis
Endeudado, un rabino de la ciudad de Buenos Aires viaja por donaciones, primero a Nueva York y después como último recurso, al lejano Oriente. La llegada a Taiwán es reveladora en todo sentido: lejos de las tradiciones conocidas, el rabino Aarón debe enfrentar múltiples desafíos para lograr su objetivo.

## Reparto
Colaboraron en el filme los siguientes intérpretes:
- Fabián Rosenthal como Aarón
- Mercedes Funes como Laila
- Santiago Korovsky como Jony
- Carlos Portaluppi como Suárez
- Betiana Blum como Dina
- Alan Sabbagh como Ariel
- Paula Grinszpan como Laura
- Carlos Bozzo como Bernardo
- Emma Rivera como Luisa
- Rosa Marco como Celia
- Sofía Guerschuny como Jana
- Julián Baz Gatti como Iosi
- Ana Brukner Medina como Beba
- Daniela Pal como Judith

## Críticas
Gaspar Zimerman en Clarín escribió:

”
…la única de estas criaturas que está bien delineada es el prestamista, Suárez (Carlos Portaluppi); los demás están desdibujados y no terminan de provocar gracia ni ternura. Así, esta comedia agridulce no tiene cimientos que la sostengan y termina siendo una fábula moral insulsa, que nunca justifica el esforzado viaje de Aarón.”

Marcelo Cafferata en revistameta.com.ar opinó:

”Lo que aparece en el film…en un primer momento, es la pintura de la comunidad judía…deteniéndose en algunos detalles, en los rituales y en ciertos íconos que convierten a sus historias en especiales. Pero “SHALOM TAIWAN” se aleja rápidamente de ese registro y…nos va llevando por diferentes caminos en un recorrido que… desorienta porque parece ir probando varios bosquejos, diferentes tonos y no se decide radicalmente por ninguno.Sobre el final, las piezas se van acomodando para poder decir que muchas veces irse tan lejos emprendiendo una búsqueda no es siempre la mejor opción. A veces, es mucho más saludable y beneficioso conectarse con uno mismo desde el interior y ver que la solución está más al alcance de la mano de lo que uno pensaba, y que muchas veces, ese lugar en el mundo tan soñado, está mucho más cerca.”